# Péramorphose
La péramorphose, en biologie du développement, est une accélération du rythme de développement d’un organisme par rapport à celui d’un autre pris pour référence.
On distingue deux types fondamentaux :
- Accélération, qui affecte le rythme du développement, avec une accélération du développement somatique (taille et maturité sexuelle non modifiées). Les formes accélérées matures ont une morphologie hyperadulte et une taille normale.
- Hypermorphose, qui affecte la durée du développement, avec un allongement provoqué par un retard de la maturité sexuelle (il n'y a pas de modification du développement somatique mais uniquement une croissance plus longue). Les adultes hypermorphiques ont une grande taille par rapport au référent.

La péramorphose fait partie du développement, au même titre que la pédomorphose et les hétérochronies. Dans la péramorphose, l’accélération et l’hypermorphose aboutissent toutes deux à une morphologie hyperadulte.